# Нейматов, Азер Паша Зафар оглы
Азер Паша Зафар оглы Нейматов (азерб. Azər Paşa Zəfər oğlu Nemətov; 13 августа 1947, Баку — 9 апреля 2023, Баку) — азербайджанский театральный режиссёр, Народный артист Азербайджанской Республики (2002), Председатель совета директоров Союза театральных деятелей (1996—2023), Художественный руководитель-главный режиссер (2015—2023) и режиссер (2016—2023) Азербайджанского государственного академического национального драматического театра.

## Жизнь и деятельность
Азер Паша Зафар оглы Нейматов родился в 1947 году в Баку. Учился в средней школе № 31. А. Нейматов родился в семье известного режиссера Зафара Нейматова. С детства у него было сильное чувство и интерес к музыке. Родители отдали его в среднюю музыкальную школу имени Бюльбюля. Затем учился в Азербайджанской государственной консерватории, в классе всемирно известного композитора Кара Караева. В студенческие годы он тоже сочинял песни, но неожиданно изменил свое мнение. В 1965 году он поступил на режиссерский факультет Театрального института. Окончив курс известного режиссера Мехти Мамедова, он через два года работал ассистентом преподавателя. Дипломная работа «Мой брат играет на кларнете»" (А. Алексин, Роберт Рождественский и Олег Фельцман) была показана в русской секции ТЮЗа. В 1972 году он работал сначала помощником режиссера, а затем директором по производству в ТЮЗе.
С 20 апреля 1990 года и до конца жизни был режиссером-постановщиком Азербайджанского государственного академического национального драматического театра. В 1991 и 1996 годах избирался председателем Совета директоров Союза театральных деятелей. Лауреат Всесоюзного конкурса СССР имени Андрея Попова (1985). Его выступления имели успех на фестивалях и конкурсах, проходивших в Стамбуле, Ашхабаде и Москве.
18 июля 2014 года он был избран членом Попечительского совета Фонда знаний при Президенте Азербайджанской Республики.
31 августа 2015 года был назначен художественным руководителем-главным режиссером Азербайджанского государственного академического национального драматического театра.
6 января 2016 года он был назначен генеральным директором Азербайджанского государственного академического национального драматического театра.
Азер-паша Неметов скончался 9 апреля 2023 года в возрасте 75 лет. Похоронен на Второй Аллее почетного захоронения.

## Награды
- Орден «Честь» (12 августа 2022 года) — за многолетнюю плодотворную деятельность в развитии азербайджанской культуры[9]
- Орден «Слава» (11 августа 2007 года) — за заслуги в развитии азербайджанского театрального искусства[10]
- Орден «За службу Отечеству» II степени (11 августа 2017 года) — за заслуги в развитии азербайджанской культуры[11]
- Народный артист Азербайджанской Республики (24 декабря 2002 года) — за заслуги в развитии азербайджанской культуры[12]
- Заслуженный артист Азербайджанской ССР (20 марта 1987 года)
- Премия «Золотой Дервиш» (Союз театральных деятелей Азербайджана) (1999, 2003 годы)
- Премия «Зирвя» (Министерство культуры и туризма)
- Премия Джафара Джаббарлы (2013 год)[13], 2017 гг. (за спектакль «Алмаз»)[14][15]
- Премия «Халдун Танер» (ТЮРКСОЙ) (23 декабря 2015 года)[16]
- Персональная пенсия Президента Азербайджанской Республики (с 1 апреля 2005 года)[17]

## Организованные выступления

### Азербайджанский государственный театр юного зрителя
- «İki qayın ağacı» (Шварц, Евгений Львович)
- «Pin və Qvin» (Ким Мешков)
- «Bumbaraş» (Митько, Евгений Николаевич и Юра Михайлов)
- «Buraxılışın son gecəsi» (Тендряков, Владимир Фёдорович)
- «Keçən ilin son gecəsi» (Анар)
- «Təmas» (Ибрагимбеков, Рустам Мамед Ибрагим оглы)
- «Öz adamlarımızdır, düzəlişərik» (Островский, Александр Николаевич)
- «Buratinonun səfehlər ölkəsində macəraları» (Толстой, Алексей Николаевич)
- «Danabaş kəndinin məktəbi» (Мамедкулизаде, Джалил Гусейнкули оглы)
- «Fudziyama dağında qonaqlıq» (Айтматов, Чингиз Торекулович и Алтай Мамеджанов)
- «Öz kefinə gəzən pişik» (Киплинг, Редьярд)
- «Yelkənlər üstündə nəğməli külək» (Гоцци, Карло)
- «Şapginin sərsəm günü» (Зощенко, Михаил Михайлович)
- «Sabah çoxdan başlanıb» (Рахман Ализаде)
- «Yuxulama» (Камал Асланов)

### Ленинградский ТЮЗ
- «Bütün yaxşılıqlar üçün ölüm» (Магсуд Ибрахимбеков)
- «Üçüncü imperiyanın iflası» (Брехт, Бертольт)

### Архангельский государственный драматический театр
- «Qum üzərində ev» (Ибрагимбеков, Рустам Мамед Ибрагим оглы)

### В Таллиннском ТЮЗе
- «Şəhərin yay günləri» (Анар)
- «Yuxulama» (Камал Асланов)

### Ленкоранский государственный драматический театр
- «Üçüncü nəsil» (Мирошниченко, Николай Прокофьевич)

### Азербайджанский Государственный Академический Национальный Драматический Театр
- «Biganələr oteli» (Ибрагимбеков, Рустам Мамед Ибрагим оглы)
- «Tufandan əvvəl» (Ариф Сулейманов)
- «Ah, Paris… Paris», «Mənim sevimli dəlim», «Diaqnoz „D“»,"Cəhənnəm sakinləri" (Эльчин)
- «Hamlet», «On ikinci gecə» (Шекспир, Уильям)
- «Boy çiçəyi», «„Xurşidbanu Natəvan“»(Эфендиев, Ильяс Магомед оглы)
- «Şah Qacar», «Ah, bu uzun sevda yolu», (Али Амирли)
- «Ölülər» (Мамедкулизаде, Джалил Гусейнкули оглы)
- «Almaz»,"Yaşar"(Джафар Джаббарлы)
- «Sinif yoldaşları» (Поляков, Юрий Михайлович)
- «Zəfər yolu» (А. Нейматов)

## Спектакли, к которым оформлял сцены
- «Təmas», «Kabinet əhvalatı» (Ибрагимбеков, Рустам Мамед Ибрагим оглы)
- «Şəhərin yay günləri» (Анар)
- «Şapkinin sərsəm günü» (Зощенко, Михаил Михайлович)
- «Bobok» (Эльчин Мамедов) (Фёдор Достоевский)
- «Bekarçılıq kontoru» (Сейфяддин Даглы)
- «Mənim qızım Nyuşa» (Яковлев, Юрий Васильевич)
- «Hamlet», «Afinalı Timon», «On ikinci gecə» (Шекспир, Уильям)
- «Boy çiçəyi» (Эфендиев, Ильяс Магомед оглы)
- «Şah Qacar» (Али Амирли)
- «Ölülər» (Мамедкулизаде, Джалил Гусейнкули оглы)
- «Almaz» (Джафар Джаббарлы)

## Спектакли, к которым аранжировал музыкальные произведения
- «Keçən ilin son gecəsi» (Анар)
- «Öz adamlarımızdır, düzəlişərik» (Островский, Александр Николаевич)
- «Allah olmaq mümkün deyil» (Камал Асланов)
- «Fudziyama dağında qonaqlıq» (Айтматов, Чингиз Торекулович və Алтай Мамеджанов)

## Научные статьи
- «Любимый актер нашей эстрады» (журнал «Мадани-Маариф»)
- «Гамлет» (журнал «Научные исследования»)

## Методологические ресурсы
- «Режиссерский анализ пьесы»
- «Режиссерский взгляд на драму Джалила Мамедкулизаде»
- «Режиссерский взгляд на драму Шекспира»

## Знаменитые студенты
- Народный артист РФ Кирилл Филинов;
- Заслуженный артист РФ Анатолий Кошалев;
- Народный артист Азербайджанской Республики Яшар Нури;
- Народный артист Азербайджанской Республики Зарнигар Агакишиева;
- Народный артист Азербайджанской Республики Азер Зейналов;
- Народный артист Азербайджанской Республикии Джафар Намиг Камал;
- Народный артист Азербайджанской Республики Габиль Гулиев;
- Народный артист Азербайджанской Республики Бююкханым Алиева;
- Народный артист Азербайджанской Республики Фирудин Магеррамов;
- Народный артист Азербайджанской Республики Али Нур;
- Народный артист Азербайджанской Республики Кязим Абдуллаев;
- Народный артист Азербайджанской Республики Тевеккюль Алиев;
- Заслуженный артист Азербайджанской Республики Месма Агавердиева;
- Заслуженный артист Азербайджанской Республики Анар Гейбатов;
- Заслуженный артист Азербайджанской Республики Аслан Ширинов.

## Фильмография
1. Yaşadan, yaşayan Yaşar (фильм, 2012)
2. Səni axtarırıq… (фильм, 2013)